# Materia oscura (film)
Materia oscura è un film documentario del 2013 diretto da Massimo D'Anolfi e Martina Parenti. Tema del documentario è quello degli esperimenti bellici delle forze armate italiane nel territorio del poligono sperimentale di Salto di Quirra in Sardegna e le conseguenze sugli abitanti e sul luogo.
È vincitore del premio Corso Salani 2012 con la motivazione di “un progetto che si propone di raccontare una realtà italiana poco esplorata, evidenziando il rapporto tra sperimentazione bellica e natura, anche tramite preziosi materiali d'archivio”.

## Trama
Il poligono del Salto di Quirra è un poligono dell'esercito italiano per esperimenti bellici, costituito nel 1956 e situato in Sardegna nelle province di Cagliari e di Nuoro. Strutturato in tre parti, il film offre filmati di esperimenti missilistici tratti dall'archivio del poligono e segue il lavoro quotidiano di un geologo e di due allevatori, abitanti della zona.
I dialoghi sono quasi del tutto assenti ed il film è principalmente incentrato nelle immagini ad alto impatto fotografico ed emotivo. Mentre il geologo indaga sull'inquinamento causato dalle sperimentazioni militari, i due allevatori sono ripresi nel lavoro con gli animali e nelle loro difficoltà nel gestire un vitello menomato e/o malformato, che nonostante le cure morirà su un giaciglio di paglia senza spiegazioni.
Il film si conclude con la ripresa di test missilistici notturni, a ricordare che il poligono del Salto di Quirra è il più grande d'Europa e dal 1956 continua a sperimentare nuove armi, in un luogo di pace a scapito degli abitanti. Nel 2011 infatti, alcuni bersagli del poligono sono stati posti sotto sequestro, con ipotesi di reato a causa di insorgenza in proporzioni insolite di linfomi, leucemie, malformazioni e altre patologie tra i militari, lavoratori civili della base, pastori concessionari del pascolo nell'area del poligono e civili abitanti nei centri vicini.

## Riconoscimenti
- 2012 - Premio Corso Salani